# Johann Siegmund Manso
Johann Siegmund Manso auch Johann Sigmund Manso (* 29. Juni 1731 in Zerbst; † 9. Mai 1796 in Oldenburg in Oldenburg) war ein deutscher Lehrer und Rektor.

## Leben

### Familie
Johann Siegmund Manso war das dritte von sechs Kindern des Diakons der Zerbster Dreieinigkeitskirche Johann Ludwig Manso und dessen Ehefrau Rosine Elisabeth (geb. Extern).
Seit dem 14. Februar 1772 war er mit Charlotte Sophie, die Tochter des Bielefelder Arztes Möller, verheiratet; gemeinsam hatten sie vierzehn Kinder.
Nach seinem Tod übernahm der Generalsuperintendent Esdras Heinrich Mutzenbecher die Vormundschaft über seine minderjährigen Kinder.

### Werdegang
Seinen ersten Unterricht erhielt Johann Siegmund Manso durch seinen Vater, der ihn auf das Gymnasium (heute Francisceum) in Zerbst vorbereitete. Nach Beendigung des Gymnasiums immatrikulierte er sich 1751 zu einem Studium der Geschichte und der orientalischen Sprachen an der Universität Jena und setzte dieses bis 1756 unter anderem bei Gottfried Achenwall und Johann David Michaelis an der Universität Göttingen fort; hier wurde er bei Johann Matthias Gesner ein Mitglied des philologischen Seminars. Er beendete sein Studium mit seiner Promotion als Magister. Er war darauf kurze Zeit Hauslehrer und reiste dann nach Wittenberg, Leipzig, Braunschweig und Helmstedt, um die Bekanntschaft mit verschiedenen Gelehrten zu machen.
1759 erhielt er, vermutlich durch eine Empfehlung von Johann Matthias Gesner, das Rektorat am Bielefelder Gymnasium (heute Ratsgymnasium Bielefeld); während seiner Bielefelder Zeit gründete und leitete er dort eine Lesegesellschaft. Er reformierte das Gymnasium durch Aufnahme neuer Unterrichtsfächer und durch Anwendung der basedow'schen Grundsätze. 
im August 1772 folgte er dem Ruf als Nachfolger von Martin Ehlers und Rektor der Lateinschule (heute Altes Gymnasium) nach Oldenburg; eine Professur der Philosophie an der Universität Erfurt sowie eine Superintendentur in Bielefeld schlug er gleichzeitig aus. Aufgrund seiner Verdienste an der Schule in Oldenburg erhielt er seit 1780 eine jährliche Zulage von 200 Reichstalern und ihm wurde der Charakter eines Konsistorialassessors verliehen. 
Zu seinen Schülern in Oldenburg gehörten unter anderem der spätere Philologe Friedrich Reinhard Ricklefs sowie Johann Friedrich Herbart, der den Herbartianismus begründete und auf den Johann Siegmund Manso großen Einfluss hatte.

### Berufliches und schriftstellerisches Wirken
Johann Siegmund Manso setzte sich mehrfach mit Fragen des Unterrichts auseinander. Er bemühte sich um eine Reform der Oldenburger Lateinschule, jedoch fanden seine Vorschläge Anfang der 1790er Jahre keinen Anklang beim Konsistorium und beim Magistrat. Dies änderte sich 1792, als der Generalsuperintendent Esdras Heinrich Mutzenbecher die Lateinschule strukturell und curricular in ein Gymnasium umgestaltete; hierbei wurden einige seiner frühen Ideen berücksichtigt, so unter anderem eine Veränderung des Klassenaufbaus, der sich noch nach den Ideen von Johannes Sturm aus dem Jahr 1538 gestaltete sowie die Anstellung von Fachlehrern. In seinem eigenen Unterricht war Johann Siegmund Manso bemüht, die Schüler zu einem selbständigen Denken anzuleiten. Hierbei waren seine ursprünglich aufklärerischen Ideen am längsten wirksam.
In der Zeit von 1765 bis 1772 verfasste er als Schriftleiter verschiedene Beiträge für die Mindenschen Beyträge zum Nutzen und Vergnügen. Dazu veröffentlichte er noch etwa 30 kleinere Einzelschriften zu verschiedenen Sachgebieten, so unter anderem zu naturwissenschaftlichen und geschichtlichen Themen; die meisten von ihnen in der Zeit ab 1772. Seine anspruchsvollen Veröffentlichungen dienten auch der Verbreitung nützlicher Ideen im Sinne spätaufklärerischen Denkens. Allerdings gerieten seine aufklärerischen Grundsätze im Verlauf der Französischen Revolution ins Wanken. Je radikaler sich die Revolution entwickelte, desto stärker distanzierte er sich von ihr und hielt sie schließlich für ein nur noch abzulehnendes „Mordspiel“.

## Mitgliedschaften
Johann Siegmund Manso war Mitglied im 1785 gegründeten Großen Club (heute Casino-Gesellschaft) in Oldenburg.

## Schriften (Auswahl)
- Von dem Einflusse des Mondes auf unsern Erdboden, bey Gelegenheit des Weizischen Versuchs mit der Pottasche. In: Hannoversches Magazin vom 28. April 1766 und vom s. Mai 1766. S. 529–560
- Beyträge zur Erziehung. Bielefeld 1768.
- Anmerkungen über eines neuern ungenannten Schriftstellers Begriff von der Tugend. Oldenburg: Thiele, 1775.
- Betrachtungen über die Vorurtheile. Oldenburg: Thiele, 1776.
- Nach welcher Methode sollen junge Leute zum eigenen Denken frühzeitig angeführet und gewöhnet werden? Oldenburg: Thiele, 1777.
- Kritik über die Schreibart, welche in vielen unserer neuesten deutschen Schriften beherrschet. Oldenburg: Thiele, 1778.
- Ueber die Wahl des Umgangs. Oldenburg: Thiele, 1779.
- Von dem Einflusse, den die Verfolgungen, welche mehrere Römische Kaiser über die christliche Religion und deren Bekenner ergehen ließen, in die Religion selbst und deren Schicksale gehabt haben. Oldenburg: Thiele, 1780.
- Erörterung der Frage: Wie die ersten Reiche entstanden und wie in denselben die Regierungsform anfänglich beschaffen gewesen? Oldenburg: Thiele, 1782.
- Voran gehen Erinnerungen gegen die Mode mit allzugroßer Eilfertigkeit zu studiren. Oldenburg: Thiele, 1783.
- Voran gehen Betrachtungen über die Folgen, welche die französische Revolution bisher gehabt hat. Oldenburg 1784.
- Geschichte, daß die Ehen der Könige von England mit französischen Prinzessinnen allemal unglücklich gewesen sind. Oldenburg: Thiele, 1784.
- Vertheidigung der gewöhnlichen deutschen Rechtschreibung, gegen vormals schon versuchte und neuerlich wiederholte Veränderungen. Oldenburg, 1787.
- Betrachtungen über den gegenwärtigen Krieg der beyden kaiserlichen Höfe mit der Pforte, und Schwedens mit Rußland wobey zugleich von der Chimäre eines ewigen Friedens gehandelt wird. Oldenburg: Thiele, 1788.
- Denkwürdige Beyspiele, daß wichtige Reformationen und große Revolutionen sich oft da und zu der Zeit eräugnen, wo und wann man sie am wenigsten erwartete. Oldenburg: Thiele, 1789.
- Ankündigung einiger Abschiedsreden und des gewöhnlichen Examens Voran werden ein paar Behauptungen des Generaladvocaten Seguier und des Grafen Mirabeau gerüget. Oldenburg: Stalling, 1790.
- Nachricht von der gegenwärtigen Einrichtung der hiesigen Unterweisungsanstalten, mit Rücksicht auf ihren vormaligen Zustand. Oldenburg 1792.
- Betrachtungen über das Streben nach Freyheit. Oldenburg: Stalling, 1793.
- Betrachtungen über die Folgen, welche die Französische Revolution bisher gehabt hat. Oldenburg: Stalling, 1794.
- Ueber den Verfall der kaiserlichen Würde und Macht unter den Kaisern aus der schwäbischen Familie. Oldenburg, 1796.